# Gnophos binaloudi
Gnophos binaloudi är en fjärilsart som beskrevs av Brandt 1941. Gnophos binaloudi ingår i släktet Gnophos och familjen mätare. Inga underarter finns listade i Catalogue of Life.